# نظرية الآلات

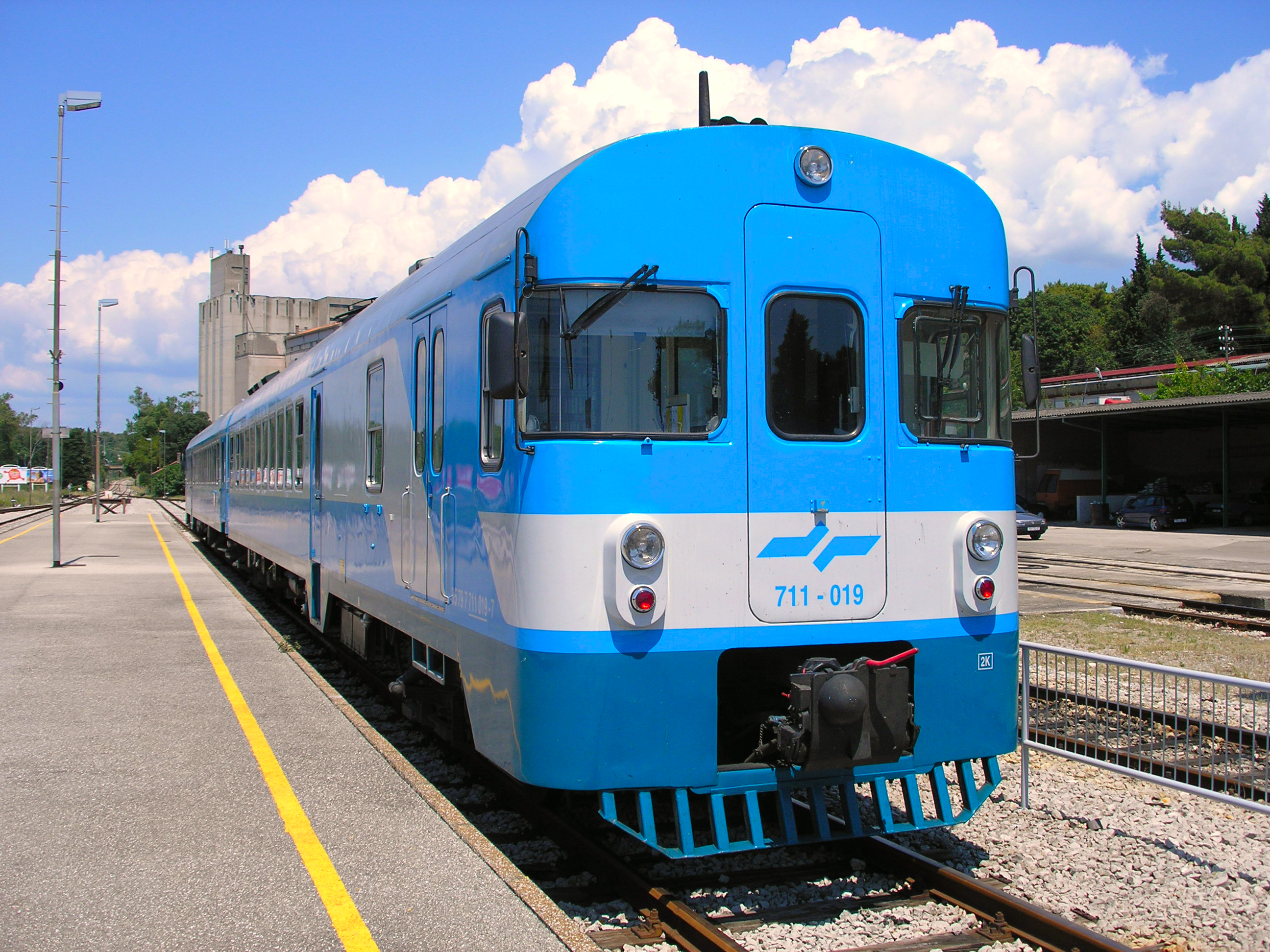

نظرية الآلات هي نظرية علمية متخصصة في علم الميكانيكا والحركة. تختص بدراسة الأجزاء الميكانيكية بكافة أنواعها، المتحركة والساكنة منها ضمن المنظومة الميكانيكية.
في نظرية الآلات، يتم تقسيم النظام الميكانيكي إلى عدة مراتب حركية، أو بعبارة أخرى، يتم هذا التقسيم وفقا لترقيم ميكانيكي أساسه مراحل تدرج الوظيفة الميكانيكية ضمن الآلة.

## وصلات خارجية
- Archive.org: Theory of Machines by R. Khurmi